# Epicypta monilis
Epicypta monilis är en tvåvingeart som beskrevs av Loïc Matile 1979. Epicypta monilis ingår i släktet Epicypta och familjen svampmyggor. Inga underarter finns listade i Catalogue of Life.